# サーレハ・ゴマア
サーレハ・ゴマア（アラビア語: صالح جمعة、Salih GomaaまたはSaleh Gomaa、1993年8月1日 -）は、エジプトのサッカー選手。エジプト・プレミアリーグのアル・アハリ所属のMF。エジプト代表、エジプトU-23およびU-20代表。
日本語ではサレハ・ゴマー、サレー・ゴマーなどと表記されることがある。

## 来歴

### 代表
2012年ロンドン五輪出場。
2013年のアフリカユース選手権では2ゴールを決め、母国の優勝に貢献、大会最優秀選手に選ばれた。